# Taenaris candida
Taenaris candida är en fjärilsart som beskrevs av Hans Fruhstorfer 1904. Taenaris candida ingår i släktet Taenaris och familjen praktfjärilar. Inga underarter finns listade i Catalogue of Life.